# Јукаја (Калифорнија)
Јукаја (енгл. Ukiah) град је у америчкој савезној држави Калифорнија. По попису становништва из 2010. у њему је живело 16.075 становника.

## Демографија
Према попису становништва из 2010. у граду је живело 16.075 становника, што је 578 (3,7%) становника више него 2000. године.
| Група             | 2000.          | 2010.          |
| Белци             | 11.220 (72,4%) | 10.107 (62,9%) |
| Афроамериканци    | 148 (1,0%)     | 174 (1,1%)     |
| Азијати           | 261 (1,7%)     | 412 (2,6%)     |
| Хиспаноамериканци | 2.993 (19,3%)  | 4.458 (27,7%)  |
| Укупно            | 15.497         | 16.075         |